# Гуманистическая педагогика

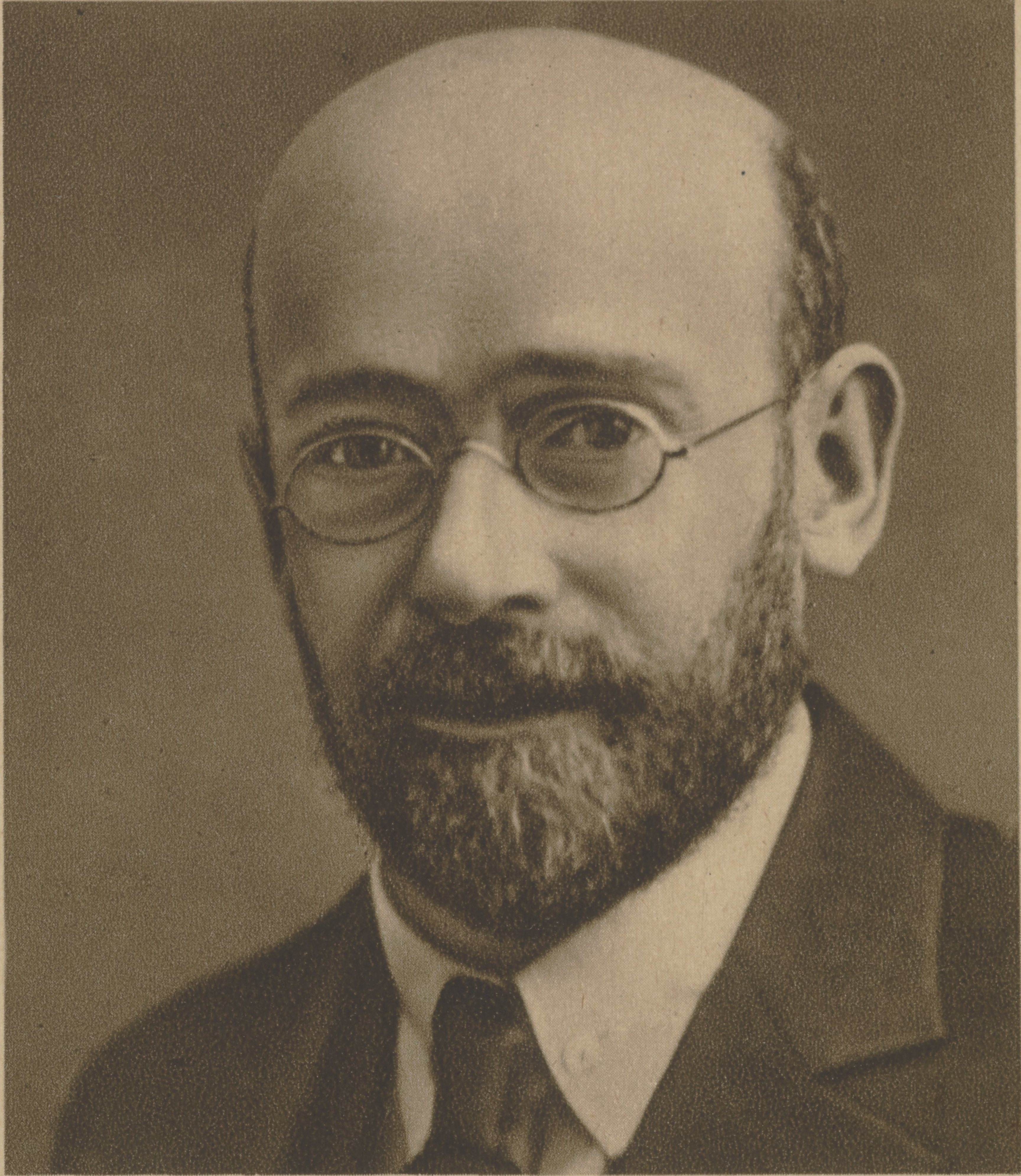
Януш Корчак — выдающийся представитель гуманистической педагогики

Гуманистическая педагогика — направление в педагогике, ориентирующееся на личность ученика, на учёт его индивидуальных интересов и способностей. Гуманистическая педагогика рассматривает ученика как сознательного и активного участника учебно-воспитательного процесса, отдаёт приоритет общему развитию интеллектуальных качеств по сравнению с овладением определённым объемом информации, и ставит своей целью развитие ученика в свободную и активную личность, способную к самосовершенствованию и самореализации и готовую для плодотворной деятельности в человеческом обществе. По сравнению с другими подходами, гуманистическая педагогика склонна предоставлять ученику бо́льшую свободу выбора в образовании.
Название «гуманистическая педагогика» не относится к одному конкретному течению или школе. Таким образом характеризуется подход Ренессансных гуманистов XIV—XVI веков, противопоставляющий себя средневековым традициям схоластического образования, течение в педагогике XIX—XX веков, основанное на идеях Руссо о свободном воспитании и противопоставляющее себя теории авторитарного воспитания, группа возникших в начале XX века различных педагогических систем, характеризующихся педоцентризмом, социально-педагогическими новациями и культурологическим подходом (опорой на представления о сущности человека и особенностях его вхождения в культуру) и наследующие им системы позднейшего времени, а также течение в педагогике, возникшее в 1950-х — 1960-х годах в США на базе идей гуманистической психологии.

## Философские и теоретические основания
Среди идейных основ различных педагогических систем, находящихся в русле гуманистической педагогики и зародившихся в начале XX века, такие неогуманистические концепции как:
- становление человека совершается взаимодействием с окружающим миром и с людьми, и требует осознанного преобразования окружающей среды и своей внутренней природы
- свобода человека проявляется в избирательности его действия, связана с творческой активностью, и требует осознания и принятие ответственности за результат действий
- человек познает самого себя, окружающий мир и своё взаимодействие с этим миром, и это познание включает как интеллектуальную так и интуитивную составляющие; психические процессы представляют единство осознанного и неосознанного
- люди не тождественны один другому, индивидуальность человека самоценна; подлинное развитие человека заключается в «выращивании» его индивидуальной основы
- человек открыт миру; он реализует себя через установление связей с другими; человек способен выйти за рамки собственного эгоцентризма и самоизоляции

В число теоретических оснований входят:
- Я-концепция К. Роджерса
- Когнитивный конструктивизм Пиаже
- Зона ближайшего развития Выготского
- Педагогика прагматизма Д. Дьюи

## История развития
В развитии современной гуманистической педагогики можно выделить три этапа.
Первый этап связан со становлением на рубеже XIX—XX веков массовой общедоступной школы, развернувшимся общественным движением за «новое воспитание» и появлявшимся в результате этого новым педагогическим системам. Среди направлений гуманистической педагогики этого времени — педоцентризм, провозглашающий самоценность детства и необходимость индивидуального развитие ребёнка в условиях свободы, требующий соответствия педагогического процесса законам психологии развития (Монтессори, Декроли, Вентцель, Корчак), социально-педагогические новации, повышающие значение социальной активности и использующие элементы демократии и совместное общежития для воспитания (Френе, Дьюи, Сорока-Росинский), и культурологический подход, постулировавший то или иное представление о сущности человека и особенностях его вхождения в культуру и ставящий эти представления в основу педагогического процесса (антропософская педагогика, Г. Винекен).
В 30-40-е годы вместе с мировым экономическим кризисом, тоталитаризацией режимов в ряде европейских и азиатских стран, бойней Второй Мировой Войны произошел упадок роли гуманистических идеалов в общественной жизни. Системы образования множества стран перестраиваются в сторону ужесточения государственного контроля, максимальной централизации, унификации целей, содержания, форм образования;
приоритет в педагогике получает функциональный подход.
Второй этап развития гуманистической педагогики приходится на 50-е и 60-е годы. В это время получают дальнейшее развитие идеи культурологического направления, в первую очередь разработка проблем ценностной ориентации и свободы человека, как в интеллектуальной сфере — развитие «критического мышления», так и в сфере социальной — создание условий для проявления заботы о другом человеке. В основу всех дидактических методов ставятся диалог, рефлексия, взаимодействие, коммуникация. В качестве развития идей педоцентризма выступает идеал личностно-ориентированного обучения, основанного на преставлении об заложенной с момента рождения сущности человека, которая должна быть открыта и получит своё максимально возможное развитие в ходе педагогического процесса. Отталкиваясь от социально-педагогических новаций первого этапа, развилось коммуникативное направление в педагогике, стремящееся к формированию навыков успешного взаимодействия ученика с другими людьми через создание атмосферы взаимной зависимости и ответственности, требующей объединения членов группы для достижения общей цели.
На третьем этапе, длящемся с последней четверти ХХ-го века, происходит осмысления и интерпретация идей
и принципов педагогических проектов предыдущих этапов в меняющихся социокультурных условиях. Особую популярность получают следующие направления: холистическая школа, коммуникативное направление (В. Караковский, А. Тубельский), культурологическое направление (Л. Кольберг, В. Библер, Ш. Амонашвили), «развивающее обучение» (Л. Занков, Б. Эльконин, Г. Селевко) и «семейная педагогика», включая «школы без стен» и «открытые школы» (Д. Байярд и Р. Байярд, С. Лупан, Б. Никитин).

## Представители гуманистической педагогики
- Мария Монтессори[1]
- Джон Дьюи[1]
- Сухомлинский, Василий Александрович[8]
- Амонашвили, Шалва Александрович[8]